# Grub Street (Magazin)
Grub Street ist ein US-amerikanisches Kunst- und Literaturmagazin der staatlichen Towson University nahe Baltimore, Maryland.
Jährlich erscheinend zeigt das Magazin die Schriften und Grafiken von Towson-Studenten und anderer in der Stadt.
Das Magazin ist national anerkannt und hat zahlreiche Auszeichnungen unter anderem von der Columbia Press Association erhalten. Es wird kostenlos an verschiedenen Orten auf dem Campus der Universität Towson ausgelegt.
Das Magazin wurde nach der Grub Street benannt, einer ehemaligen Straße im verarmten Londoner Stadtteil Moorfields. Im 18. und 19. Jahrhundert war die Straße bekannt für seine Ansammlung mittelmäßiger, verarmter Schreiberlinge, angehender Dichter und Billig-Verlegern und Buchhändlern, die am Rande der journalistischen und literarischen Szene existierten. Die Grub Streets-Bohemiens der verarmten Literaturszene siedelte sich inmitten der armen Nachbarschaft zwischen den billigen Absteigen, Bordellen und Kaffeehäusern an.
Die Horror-Schriftsteller Ronald Malfi veröffentlichte einige seiner frühen Geschichten während seiner Studentenzeit an der Towson University in Grub Street.